# Bahnhof Tel Aviv Savidor Merkaz
Der Bahnhof Tel Aviv – Savidor Merkaz (hebräisch תַּחֲנַת הָרַכֶּבֶת תֵּל אָבִיב סָבִידוֹר מֶרְכָּז Tachanat haRakkevet Tel Avīv Savīdōr Merkaz, deutsch ‚Savidor-Bahnhof Tel Aviv Mitte‘; محطة قطار تل أبيب سفيدور مركز, DMG Maḥaṭat qiṭār Tal ʾAbīb Safīdūr Markaz, englisch Tel Aviv Savidor Central Station) ist ein Bahnhof der Rakkevet Israel (RI) in Tel Aviv-Jaffa. Er ist der älteste bestehende, nicht aber der erste Bahnhof der Stadt (sieh Bahnhof Tel Aviv) und auch nicht der älteste im heutigen Weichbild der Stadt (siehe Bahnhof Jaffa). Seit 2020 sind die Gleise im Bahnhof elektrifiziert.
Der Bahnhof war jahrelang der meist frequentierte Israels mit über 70.000 Passagieren im Tagesdurchschnitt (Dezember 2014, 2009 waren es noch 37.000), seit 2017 zweitplatziert hinter dem Bahnhof Tel Aviv haSchalom, dem nächsten Halt in südlicher Richtung im Ajjalonkorridor (hebräisch פְּרוֹזְדּוֹר אַיָּלוֹן Prōsdōr Ajjalōn), beide mit großem Abstand vor anderen Stationen. Im Jahre 2019 frequentierten über 13 Millionen Passagiere den Bahnhof. Der Bahnhof Merkaz wurde 1954 als südlicher Kopfbahnhof der Küstenbahn errichtet. Er wurde Durchgangsbahnhof 1993 mit dem Anschluss der Strecke durch den Ajjalonkorridor an die J&J-Linie (Jaffa-Jerusalem) im Zuge des Ausbaus zur Hauptlinie der RI unter Einbeziehung der Südbahn bis Beʾer Scheva.

## Lage

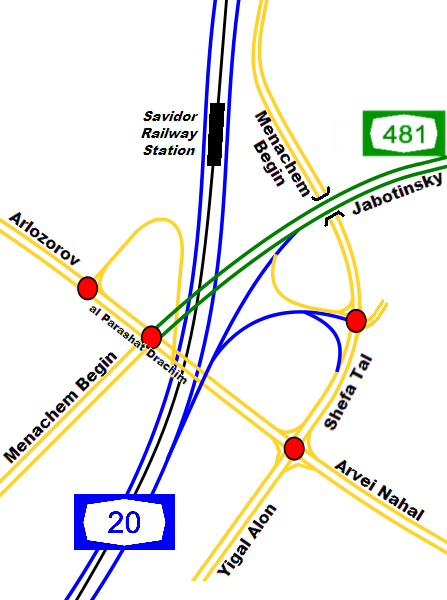
Verkehrsknoten Arlosoroff schematisch mit Bahnhof und umliegenden Straßen

Der Bahnhof liegt im Rechov ʿal Paraschat Drachim 10 (רְחוֹב עַל פָּרָשַׁת דְּרָכִים) in Tel Avivs Stadtteil 4 HaZafon heChadasch
(הַצָּפוֹן הַחָדָשׁ der Neue Norden [Rova 4] in der Region Mitte von Tel Aviv). Zur Zeit seiner Eröffnung war diese Gegend noch kaum entwickelt, jedoch durch die alte Landstraße Jaffa-Nablus (hier Kvisch , auch Jabotinski-Achse genannt), die Derech Namir (Kvisch ) und den Rechov Chaim Arlosoroff für den Straßenverkehr gut erschlossen. Der Ajjalon-Schnellweg (Kvisch ) wurde in diesem Abschnitt erst 1988 eröffnet.
Mit dem Wachstum Tel Avivs nach Norden rückten wichtige Bevölkerungsschwerpunkte der Stadt, die Schchunot ʿever haJarqon (hebräisch שְׁכוּנוֹת עֵבֶר הַיַּרְקוֹן ‚Gegenden jenseits des Jarqon‘), des östlich angrenzenden Ramat Gans und des südöstlich gelegenen Givʿatajims in die Nähe des Bahnhofs, der in diesem Zusammenhang eine gewisse Zentralität erlangte.
Die Entfernung zum nordöstlich gelegenen Bahnhof Bnei Braq, wo zwischen Mai 1953 und November 1954 die Züge der Küstenbahn ankamen und abgingen, beträgt etwa vier Kilometer. Die Distanz zu Tel Avivs erstem Bahnhof, dem 1970 geschlossenen alten Südbahnhof Tel Aviv Darom, südwestlich gelegen, misst etwa drei Kilometer. Auf der Küstenbahn, deren Kilometrierung am ehemaligen Bahnhof Haifa Mizrach (d. h. Ost) mit 0 beginnt, liegt Tel Aviv Savidor Merkaz auf Kilometer 93,273.

## Namen des Bahnhofs
Da die Entwicklung des Bahnverkehrs im Heiligen Land seit den 1930er Jahren relativ zum Straßenverkehr zurückfiel, erhielten hebräische Begriffe wie Tachanah Merkasit (תַּחֲנָה מֶרְכָּזִית ‚Zentralstation‘) in ihrer Bedeutung eine Zuweisung im Busverkehr, weshalb Hebräischsprachige darunter einen Zentralen Omnibusbahnhof (ZOB) verstehen. Zentrale Bahnstationen oder Hauptbahnhöfe, wie in Haifa und Tel Aviv, wo es einige Bahnhöfe zu unterscheiden gilt, tragen dagegen die Bezeichnung תַּחֲנַת הָרַכֶּבֶת מֶרְכָּז Tachanat haRakkevet Merkaz, deutsch ‚Bahnhof Mitte‘ (oder auch ‚Mittelbahnhof‘).

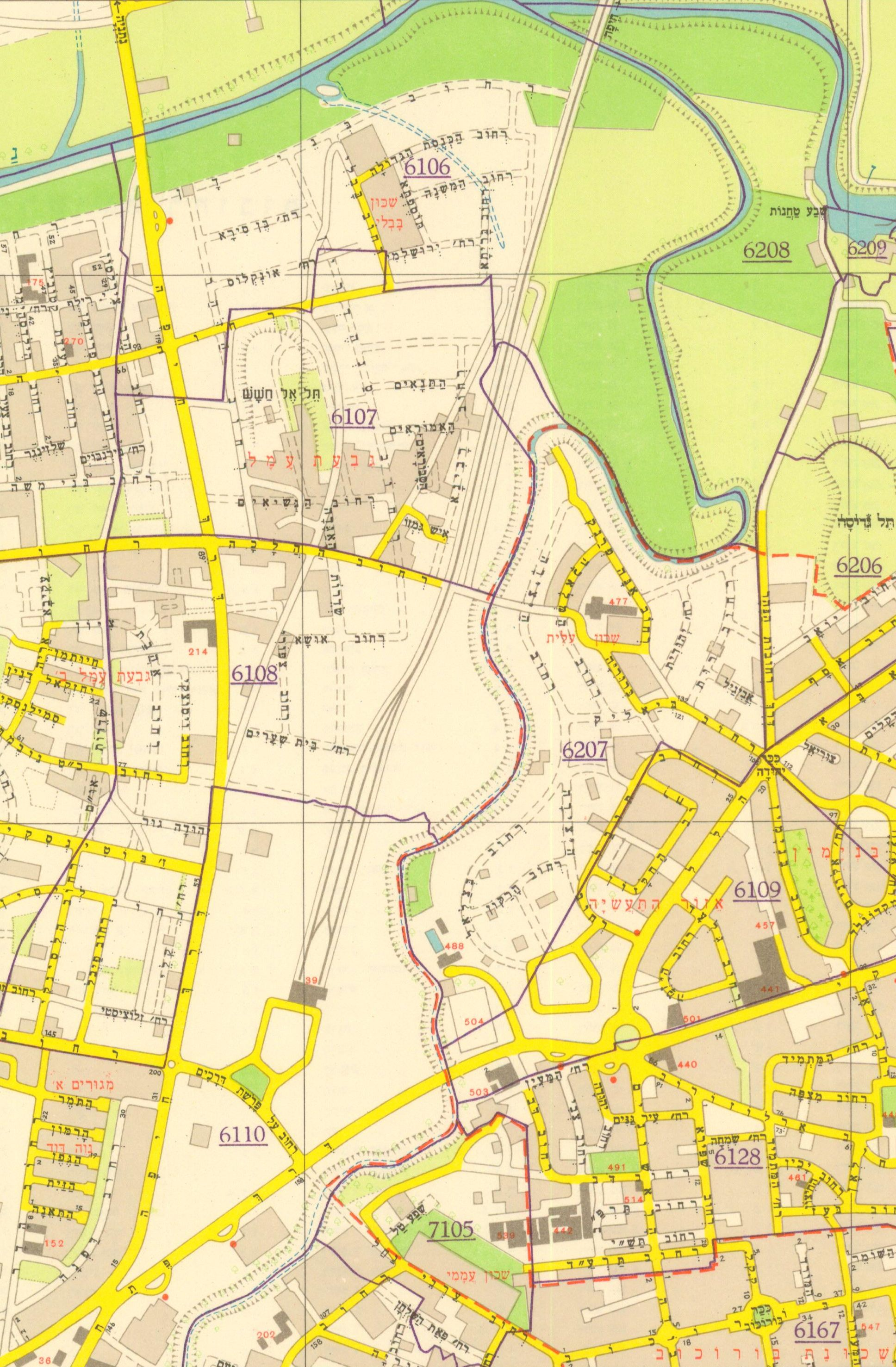
Bahnhof Tel Aviv Merkaz in einem Stadtplan von 1958; rot gestrichelt die Stadtgrenzen von Ramat Gan (im Osten) und Givʿatajim (im Südosten) des Bahnhofs

Bei Eröffnung des Bahnhofs 1954 erhielt er den Namen Bahnhof Tel Aviv Merkaz (תַּחֲנַת הָרַכֶּבֶת תֵּל אָבִיב מֶרְכָּז Tachanat haRakkevet Tel Avīv Merkaz, deutsch ‚Bahnhof Tel Aviv Mitte‘), was aber durchaus weder seiner Lage noch seiner Bedeutung entsprach. Der Bahnhof Tel Aviv Merkaz lag nicht in der Stadtmitte, sondern dezentral im nordöstlichen Neubaugebiet HaZafon heChadasch.

Verkehrsminister Joseph Sappir weiht den Bahnhof ein, 3. November 1954.

Der 1920 an der J&J-Linie (Jaffa-Jerusalem) eröffnete, zentral gelegene Bahnhof Tel Aviv erhielt 1949 den Namenszusatz Darom (d. h. Süd) entsprechend seiner Lage in Relation zum etwa sieben Kilometer nordöstlich gelegenen, auf der Jarqonbahn eröffneten Bahnhof Tel Aviv haZafon (hebräisch תַּחֲנַת הָרַכֶּבֶת תֵּל אָבִיב הַצָּפוֹן Tachanat haRakkevet Tel Avīv haZafōn, deutsch ‚Bahnhof Tel Aviv des Nordens‘) jenseits der Stadtgrenze im benachbarten Bnei Braq. Da endeten ab Mai 1953 die Züge der Küstenbahn von Norden bzw. gingen dorthin ab, bevor diese mit Tel Aviv an dessen Bahnhof Tel Aviv Merkaz ihr eigentliches Ziel anderthalb Jahre später erreichte. In der Alltagssprache war die Bezeichnung Bahnhof Tel Aviv Zafon (d. h. Nord) verbreitet in Analogie zum alten und dann neuen Südbahnhof an der J&J-Linie.

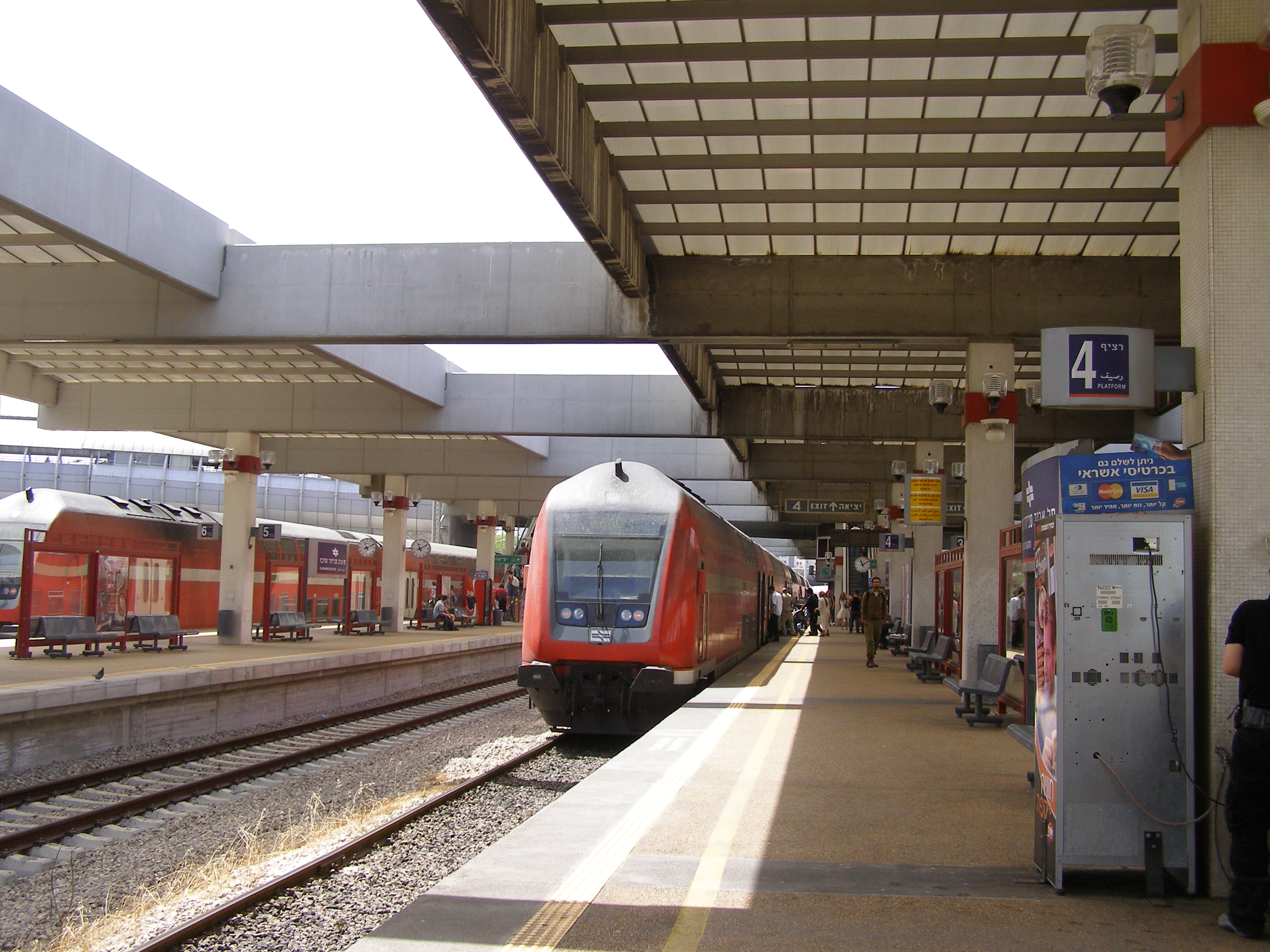
An den Bahnsteigen, 2008

Nachdem 1988 die neuen Gleisanlagen östlich des Bahnhofs in Betrieb gingen, benannte die RI den Bahnhof Merkaz zu Ehren ihres langjährigen (1954–1964) Generaldirektors Menachem Savidor um in תַּחֲנַת הָרַכֶּבֶת תֵּל אָבִיב סָבִידוֹר מֶרְכָּז Tachanat haRakkevet Tel Aviv Savidor Merkaz. Seit Eröffnung der Bahnstrecke im Ajjalonkorridor am 31. Januar 1993, die Küstenbahn und J&J-Linie verbindet, wird Tel Aviv Darom nicht mehr im Personenverkehr bedient, sondern besteht nur als Betriebsbahnhof, womit Nord- und Südbahnhof als Bezeichnungen außer Gebrauch kamen.
Da der Bahnhof sich am östlichen Ende des Rechov Arlosoroff befindet, der ihn mit den Vierteln HaZafon heChadasch und HaZafon haJaschan (der Alte Norden) verbindet, ist im Alltag auch Tachanat haRakkevet Arlosoroff eine gängige Bezeichnung. Der Architekt Ossip Klarwein überschrieb seine Bauzeichnungen und Pläne für den Bau mit dem Arbeitstitel Tachanat haRakkevet Arlosoroff, den der DanQal mit den Benennungen seiner Halte am Bahnhof Tel Aviv Savidor Merkaz aufnimmt.

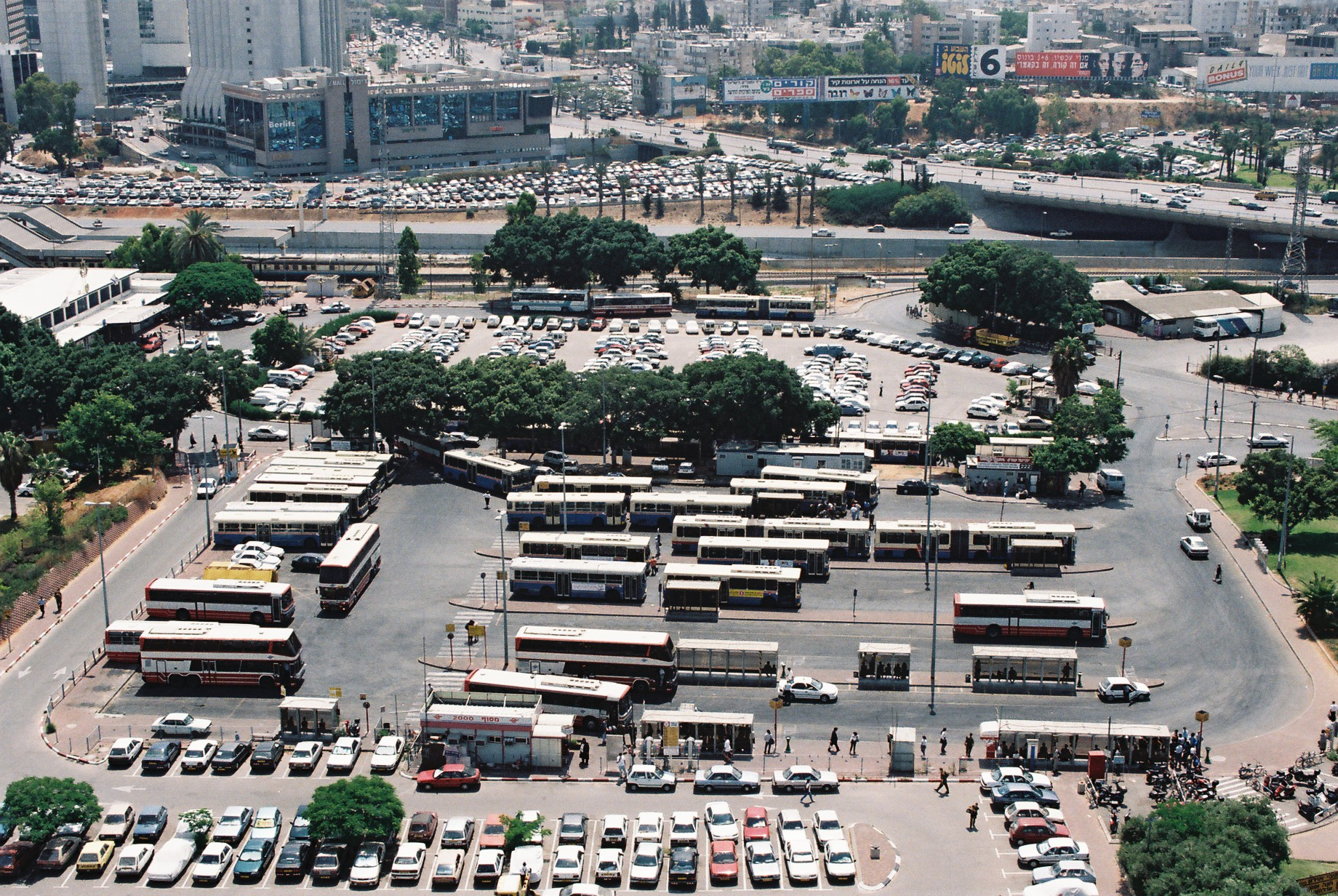
1997: Links oben Bahnhof, davon rechts Vorplatz, darunter Busterminal Tel Aviv 2000

Genordetes Diagramm mit Empfangsgebäude und Nordzugang (auberginefarben), Passerelle (beige) wie Gescher Jizchaq Modaʿi (dunkelgrau) über Richtungsfahrbahnen des Ajjalon-Schnellwegs (Kvisch ; hellgrau), Gleise (1–6), Bahnsteige (grün) und den Ajjalon (blau).

## Bahnhof

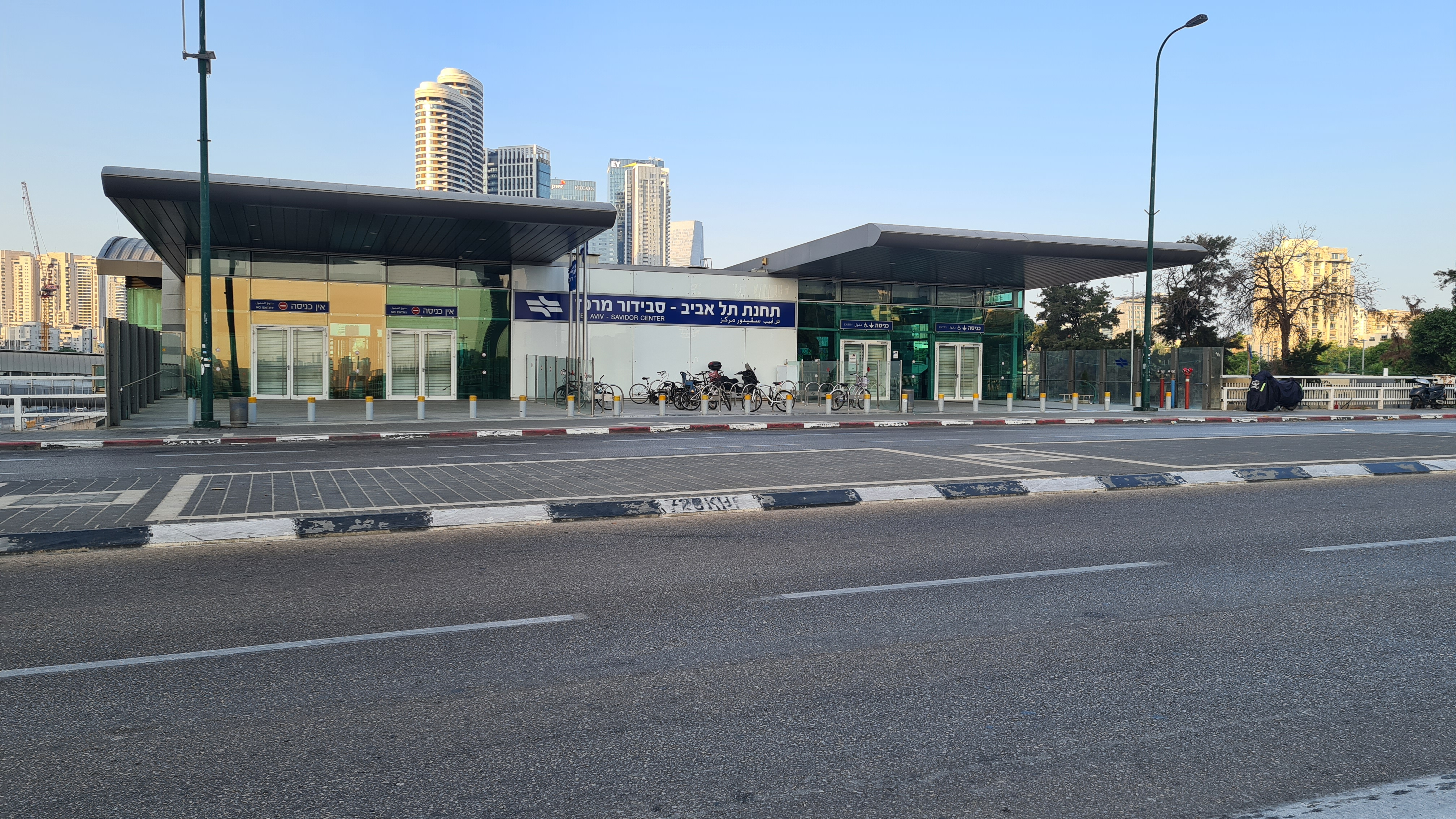
Nordzugangsbau am Gescher Jizchaq Modaʿi, 2022

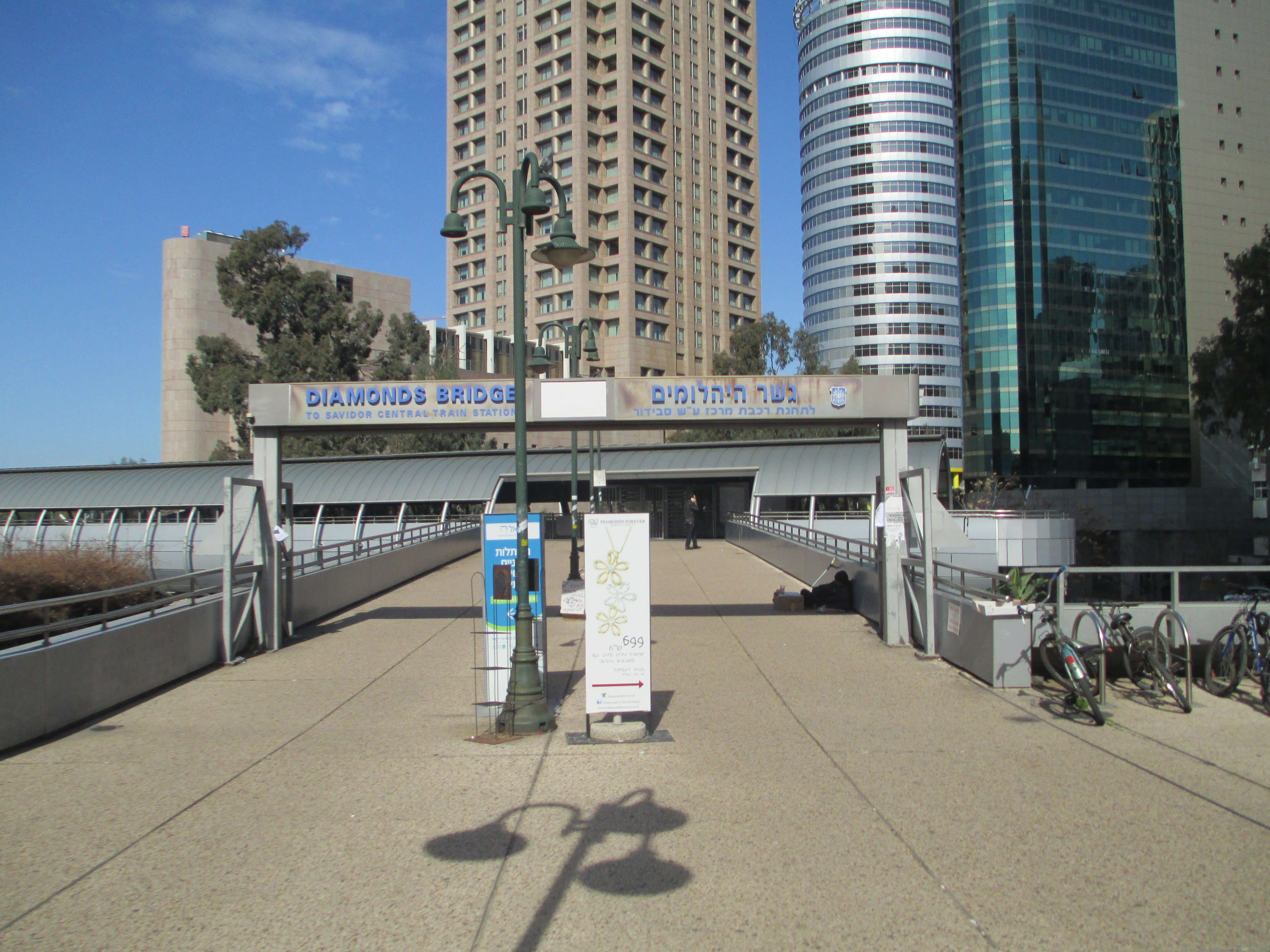
Bahnhofszugang im Osten in Ramat Gan über den Gescher haJahalomim, 2014

Durch den benachbarten Zentralen Omnibusbahnhof Massof 2000 und die Übergänge per DanQal-Station Arlosoroff zu Purpurner und Roter Linie ist der Bahnhof ein wichtiger Knotenpunkt im Verkehrssystem der Metropole und auch ein wichtiger Zielbahnhof für Pendler, umgeben von Firmenstandorten und Bürotürmen wie er es ist.

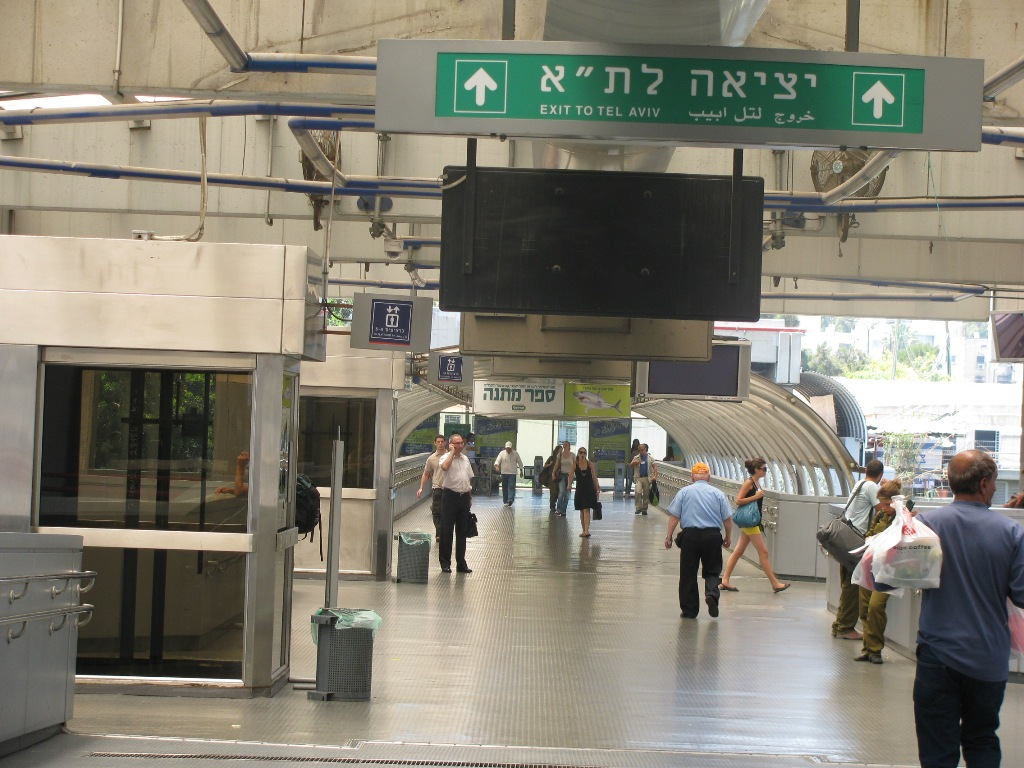
Passerelle über den Gleisen mit Blick 2009 westwärts zum Empfangsgebäude

Von der Passerelle, welche die Bahnsteiganlagen mit dem westlich gelegenen Empfangsgebäude verbindet, besteht nach Osten die Verlängerung Gescher haJahalomim (גֶּשֶׁר הַיַּהֲלוֹמִים ‚Brücke der Diamanten‘) als direkter Zugang zu Ramat Gans angrenzendem Gewerbegebiet Diamantendistrikt (מִתְחַם הַבּוּרְסָה Mitcham haBūrssah) mit israelischer Diamantenbörse, vielen Bürotürmen und Fertigungsstätten des produzierenden Gewerbes.

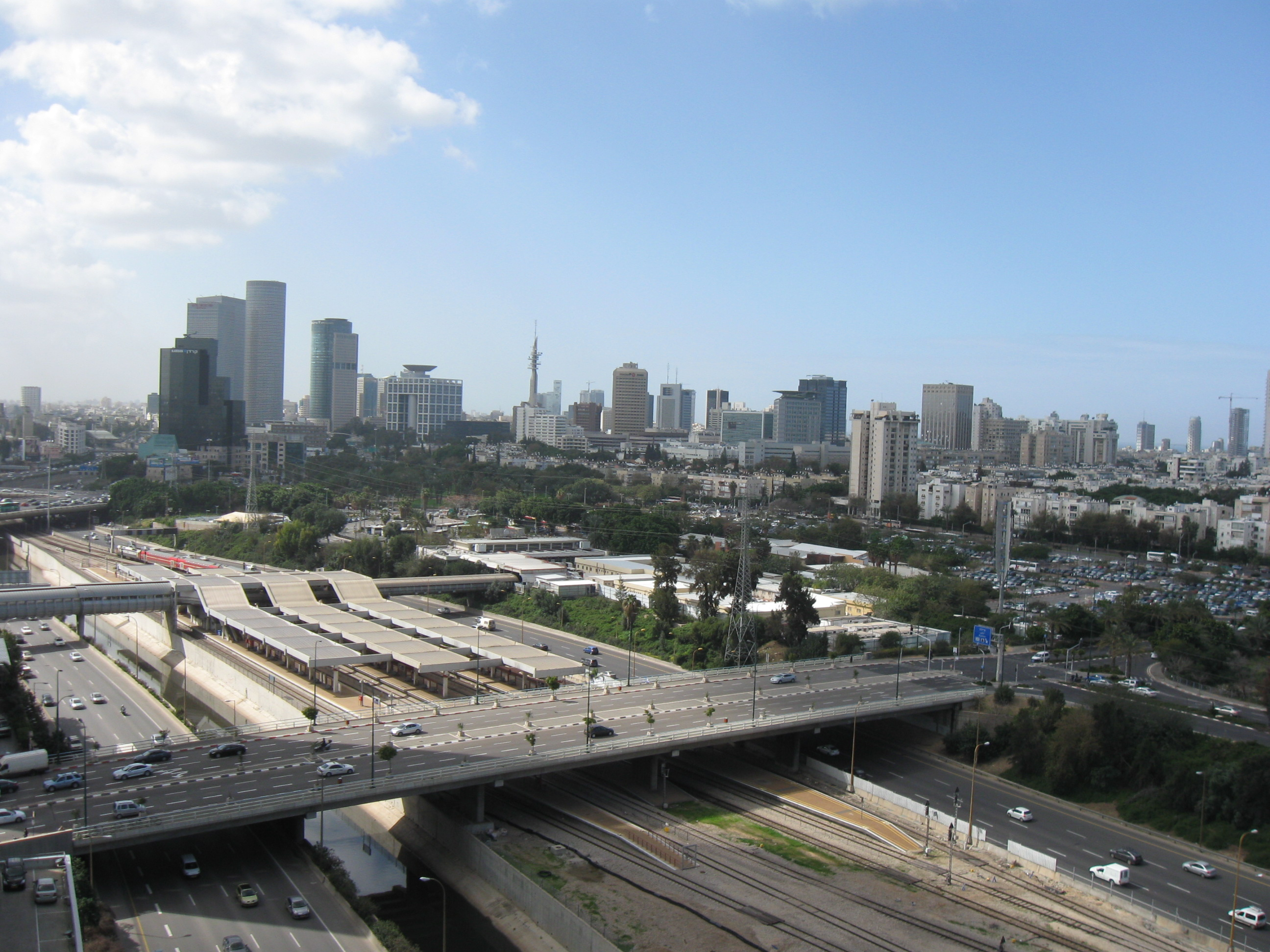
Tel Aviv Savidor Merkaz mit den drei Bahnsteigen, 2011 noch ohne Nordzugangsbau zum Gescher Modaʿi

Mit drei Mittelbahnsteigen und sechs Gleisen ist der Bahnhof Tel Aviv Savidor Merkaz (zusammen mit dem Bahnhof Herzlia) auch der Anlage nach der größte des Landes und bietet Anschlüsse in fast alle Richtungen im Lande. Da auch Expresszüge, die sonst manche Station ohne Halt passieren, hier halten, ist der Bahnhof Savidor Merkaz ein viel genutzter Umsteigebahnhof. Ein vierter Bahnsteig mit zwei weiteren Gleisen ist für Mitte der 2020er Jahre geplant. Während Maßnahmen zur Eindämmung der Covid-Pandemie 2020 das öffentliche Leben lahmlegten, fiel die Zahl der Passagiere am Bahnhof auf unter fünf Millionen im Jahr. Auch 2021 erreichte die Zahl erst wieder das Niveau von knapp 6,5 Millionen per annum.
Die Rakkevet Israel (RI) führt den Zugbetrieb im Linksverkehr durch. Die Gleise 1 und 2 des Bahnhofs Tel Aviv Merkaz nutzen normalerweise Züge gen Norden, Bahnen nach Süden verkehren i. d. R. auf den Gleisen 3 und 4 und die Gleise 5 und 6 nutzen Zuglinien von und nach Beʾer Scheva im Süden, die den von der Küstenbahn nordostwärts verlaufenden Abzweig nutzen, um im Norden über die Lulʾat haScharon (Scharonschleife) aus Jarqon- und Scharonbahn Städte in der Scharonebene zu bedienen. Abweichende Führungen kommen selbstverständlich je nach Bedarf und Möglichkeiten auch vor. Die Bahnsteige sind etwa 350 Meter lang und gehören zu den längsten in Israel.

## Bahnhofsgebäude
Zu den Bahnhofsgebäuden gehören in Reihenfolge der Erbauung das Empfangsgebäude von 1954, die Bahnsteiganlage von 1988 mit geschlossener Passerelle darüber zu deren Erschließung, der daran östlich anschließende Skyway Gescher haJahalomim von 1999 und der Nordzugangsbau von 2018. Das Empfangsgebäude entstand 1953/1954 nach Plänen Ossip Klarweins, bekannt durch seine expressionistischen Bauten wie das Klinikum Delmenhorst, Berlins Kirche am Hohenzollernplatz und Haifas Getreidespeicher Dagon und den neuklassizistischen Bau der Knesseth.
Die Bahnhofsbauten bieten Zugänge zu den Gleisanlagen. Aus Tel Aviv bestehen Zugänge vom südwestlichen Bahnhofsvorplatz mit Haltemöglichkeit durch den Haupteingang in Klarweins Empfangsbäude sowie durch den Nordzugangsbau, 2016–2018 vom Architekturbüro Adrichalim Mansfeld-Qehat (אדריכלים מנספלד-קהת). Dieser erstreckt sich in Bauform eines Reiterbahnhofs über den Ajjalonkorridor direkt parallel am Gescher Jizchaq Modaʿi anliegend, einer Straßenbrücke, die Tel Avivs HaZafon heChadasch mit Ramat Gans Diamantendistrikt verbindet. Der Nordzugangsbau verbessert auch den barrierefreien Zugang zu den Gleisen.
Der östliche Bahnhofszugang befindet sich in Ramat Gan selbst im Diamantendistrikt, wo der Gescher haJahalomim endet, der an die Gebäudebrücke anschließt, die die Inselbahnsteige mit dem westlich gelegenen Empfangsgebäude und dem Haupteingang verbindet. Die Verbindung entstand auf Betreiben Zvi Bars, 1989 bis 2013 Bürgermeister Ramat Gans, während die Rakkevet Israel sie ablehnte, weshalb beide den Minister Jizchaq Mordechai einschalteten, der den Osteingang durchsetzte.

## DanQal-Station Arlosoroff
Die Station Arlosoroff (hebräisch תַּחֲנַת אַרלוֹזוֹרוֹב Tachanat Arlōsōrōv) der Stadtbahn DanQal bedient den Bahnhof Tel Aviv Savidor Merkaz mit zwei Linien, der Purpurnen oberirdisch und der Roten unterirdisch, deren Halte die abweichenden Namen Tachanat Arlosoroff Maʿarav (d. h. West; Fertigstellung bis 2026 geplant) und Tachanat Arlosoroff führen (18. August 2023 eröffnet). Erstere ist als Endstation der Purpurnen Linie ausgelegt.
Der Bau der Untergrundstation Arlosoroff begann am 4. September 2015 unter der Derech Menachem Begin, wie die ehemalige Landstraße hier heißt, und der Bahnbetrieb soll hier im November 2022 beginnen. Die Fahrzeit von Petach Tiqwah Tachanah Merkasit (d. h. ZOB; nordwestliche Endstation der Roten Linie) wird voraussichtlich 19 Minuten betragen.
Die Untergrundstation Arlosoroff hat ein massives oberirdisches Zugangsgebäude, um die unterirdischen Bahnhofsbereiche hermetisch abschließen zu können. Die Untergrundbahnhofshalle ist durch massive stählerne Schleusen an Zugängen und explosionsgeschützte Tunneltüren an Zufahrten sowie durch Filteranlagen geeignet, im Rahmen des Zivilschutzes Menschen Zuflucht vor Angriffen mit Raketen, mit biologischen und/oder chemischen Waffen zu geben.

## Massof 2000 (ZOB)

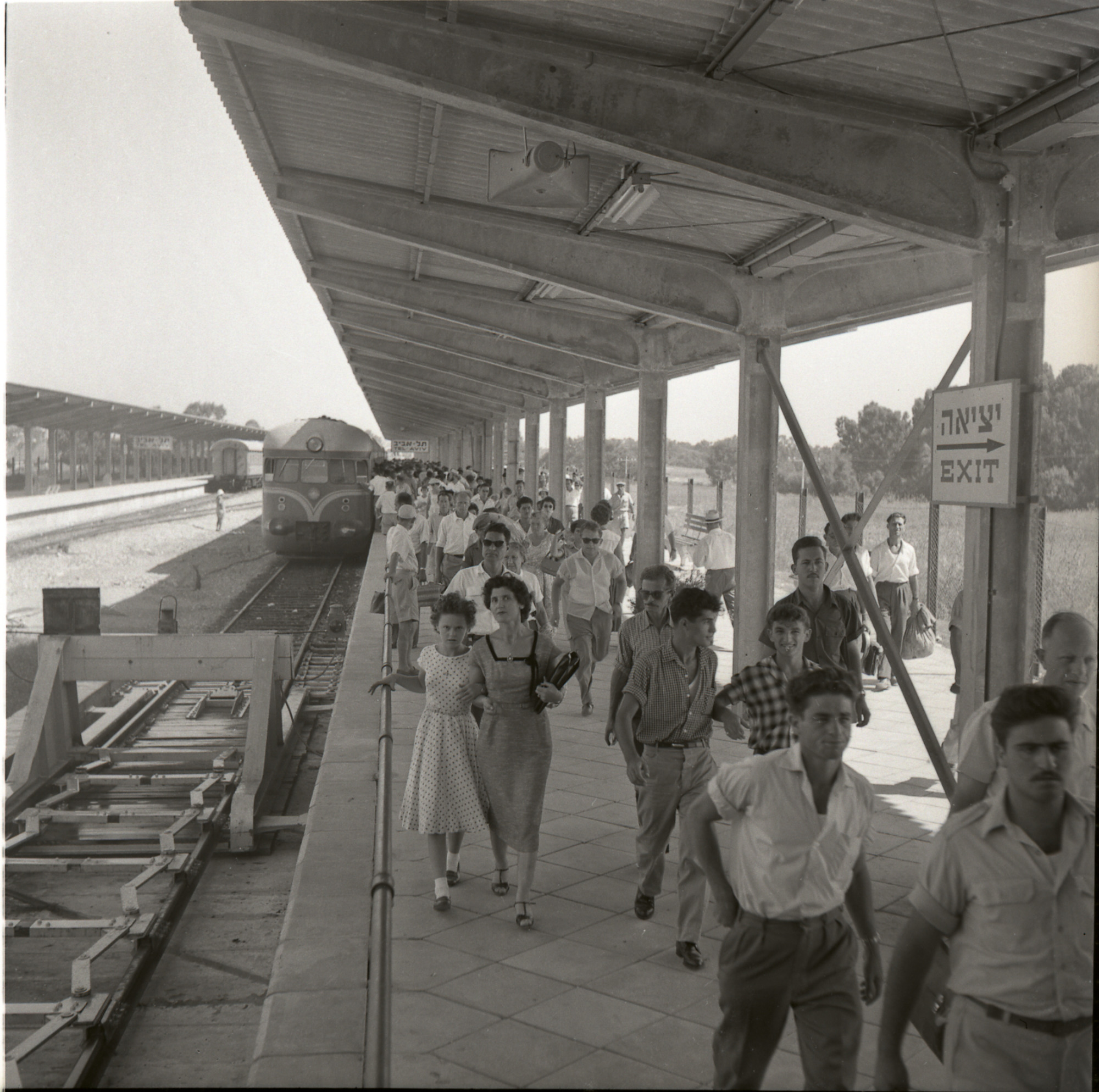
1964: Triebwagengarnitur der Maschinenfabrik Esslingen, vergleichbar der DB-Reihe VT 08, nach Ankunft im Bahnhof

Der Massof 2000 (מָסוֹף 2000 ‚Endhalt/Terminal 2000‘, auch hebräisch מָסוֹף אַרלוֹזוֹרוֹב ‚Endstation Arlosoroff‘, Terminal 2000 oder Massof Savidor) ist ein Zentraler Omnibusbahnhof (ZOB) direkt am Bahnhof Savidor Merkaz. Er wurde 1990 eröffnet und leitet seinen Namen vom Bebauungsplan Nr. 2000 ab, worin sein Bau vorgesehen war. Täglich nutzen 120.000 Reisende Nahverkehrs- und Fernbusse der Anbieter Afiqim, Dan, Egged, Metropoline, Nativ Express, Qawim und Superbus.

## Geschichte

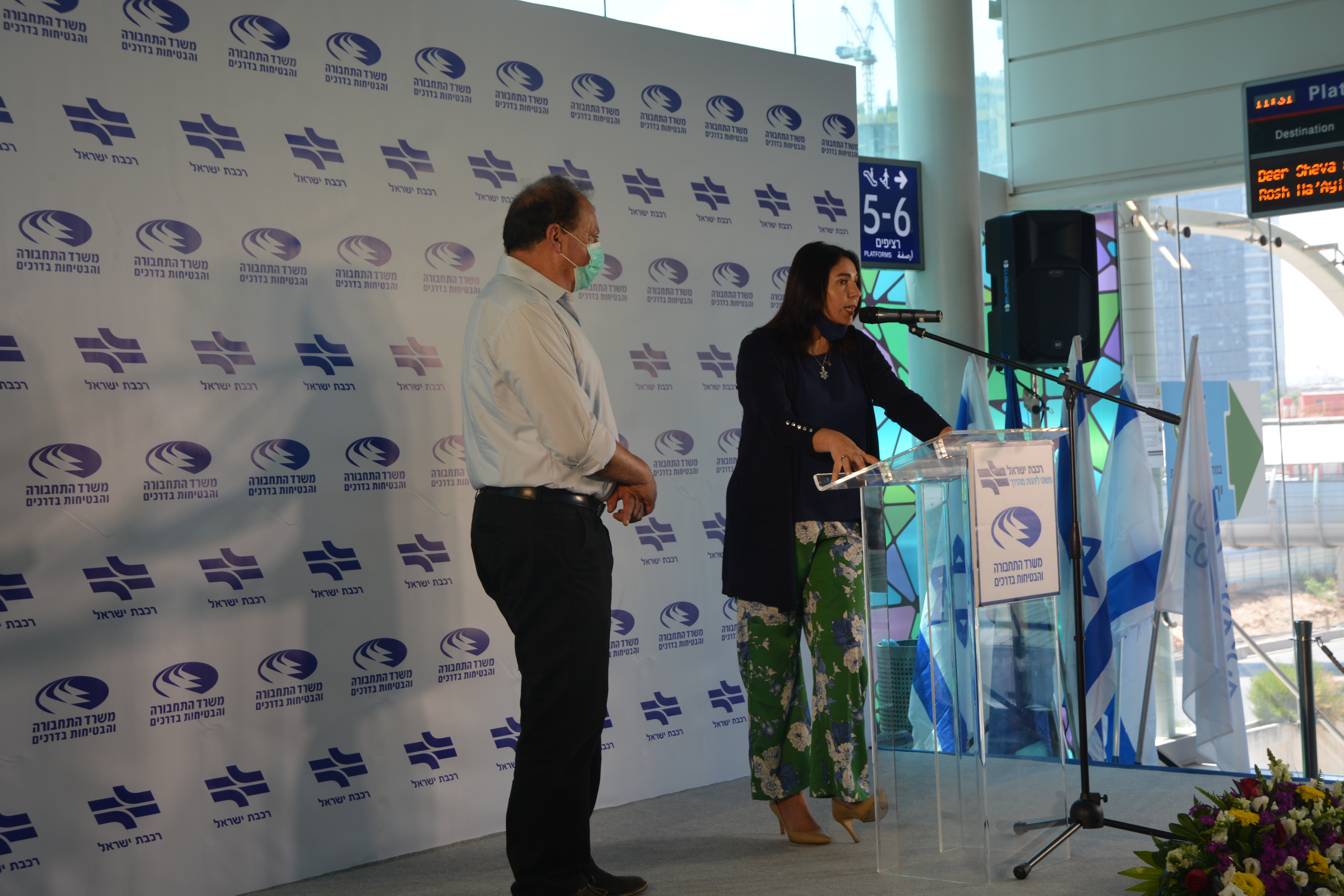
RI-Direktor Michael Maixner und Ministerin Miri Regev eröffnen im Nordzugangsbau die Verbindung nach Jerusalem Navon, Juni 2020

Minister Josef Sappir weihte am 3. November 1954 den Bahnhof ein, der den südlichen Endpunkt der etwa anderthalb Jahre vorher (Mai 1953) in Betrieb genommenen Küstenbahn bildete, die anfangs provisorisch in Bnei Braq am Bahnhof Tel Aviv haZafon (heute Bahnhof Bnei Braq) geendet hatte. Typisch für einen Kopfbahnhof endeten die Gleise der Küstenbahn vor der Nordfassade des querliegenden Empfangsgebäudes. Zugverkehr bestand nur von und nach Norden.

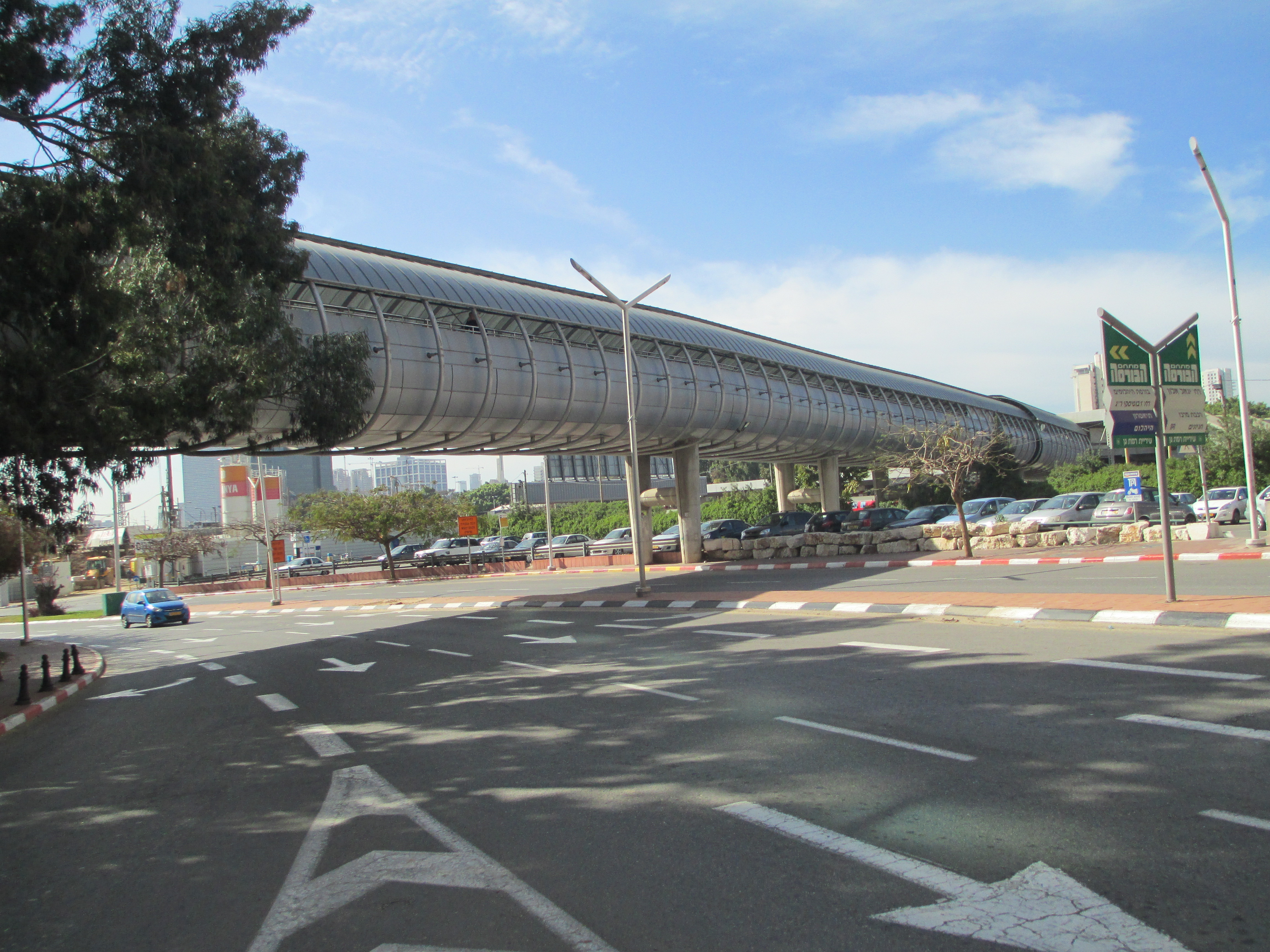
Gescher haJahalomim, 2014

Im Zuge der seit Ende der 1970er Jahre laufenden Bauarbeiten zu Regulierung des Ajjalon, Anlage des Ajjalon-Schnellwegs (Kvisch ) und Durchbindung von Küstenbahn und J&J-Linie im Flussbett, dem Ajjalonkorridor, ging am 10. Januar 1988 östlich des Empfangsgebäudes im Geländeeinschnitt des Korridors zwei neue Inselbahnsteige mit vier Gleisen in Betrieb. Am 3. Mai 1988 erhielt der Bahnhof seinen neuen Namen Tel Aviv Savidor Merkaz, blieb zunächst aber Endbahnhof, denn die Anschlussstrecke Richtung Süden durch den Ajjalonkorridor ging erst 1993 in Betrieb. Die Bahnsteige wurden über eine gedeckte Passerelle ans Empfangsgebäude angebunden. Im Jahre 1999 wurde die Passerelle als Gescher haJahalomim nach Ramat Gan im Osten verlängert, wo damit ein weiterer Bahnhofszugang entstand.
Die Gleisanlagen des Kopfbahnhofs nördlich des Empfangsgebäudes wurden aufgegeben, hier entstanden Bauten, in die die RI-Hauptverwaltung aus Haifa umzog. Die RI gab diese Büros auf und bezog 2018 die neue Eisenbahndirektion am Bahnhof Lod im Zentrum des israelischen Bahnnetzes. In den Jahren 2004/2005 wurde die Bahnanlage um einen weiteren Bahnsteig mit den Gleisen 5 und 6 erweitert und das Bahnhofsgebäude umfänglich renoviert.
Am 5. März 2017 wurde der Zugverkehr auf der Hauptlinie zwischen Bahnhof Savidor Merkaz und Bahnhof Tel Aviv HaSchalom für drei Tage unterbrochen, da Tunnelbohrungen für die Rote DanQal-Linie die Stabilität der Bahnstrecke gefährdeten. Am 9. März verlief der Bahnverkehr wieder durchgehend. Um der wachsenden Zahl an Passagieren den Zutritt zu erleichtern, erhielt der Bahnhof als drittes Portal 2018 den Nordzugangsbau mit Schalterhalle am Gescher Jizchaq Modaʿi. Von Oktober 2019 bis April 2020 installierte die Sociedad Española de Montajes Industriales (SEMI) die nötigen Vorrichtungen zur Elektrifizierung des Zugverkehrs im Bahnhof. So begannen und endeten seit dem 30. Juni 2020 die Hochgeschwindigkeitszüge von und nach Jerusalem im Bahnhof Tel Aviv Merkaz, seit 21. September 2020 führen sie bis zum Bahnhof Herzliah, der inzwischen ebenfalls elektrifiziert wurde.

## Anbindung

### Fernverkehr
| Linie / Endstationen                                                                                   | Verlauf |
| --- | --- |
| Rosa Linie der RI:                                                                                     | Strecken (Schnellbahn Tel Aviv–Jerusalem, Hauptlinie) und Halte |
| Jerusalem – Herzliah: 7 Halte                                                                          | Jerusalem – Jizchaq Navon • Flughafen Ben Gurion • Tel Aviv – haHagannah • Tel Aviv – haSchalom • Tel Aviv – Savidor Merkaz • Tel Aviv – Universsitah • Herzlia |
| Rote Linie (1) der RI:                                                                                 | Strecken (Sinai-Bahn, Strecke Tel Aviv–Pleschet, Hauptlinie, Jarqonbahn, Ostbahn, Scharonbahn) und Halte |
| Aschqelon – Herzlia über die Lulʾat haScharon (Jarqonbahn–Rosch haʿAjin – Zafon–Scharonbahn): 20 Halte | Aschqelon • Aschdod – ʿAd Halom • Javneh – Maʿarav • Rischon LeZion – Moscheh Dajjan • Bat Jam – Qomemijjut • Bat Jam – Josephthal • Cholon – Wolfson • Zomet Cholon • Tel Aviv – haHagannah • Tel Aviv – haSchalom • Tel Aviv – Savidor Merkaz • Tel Aviv – Universsitah • Bnei Braq • Petach Tiqwah – Qirjat Arieh • Petach Tiqwah – Sgullah • Rosch haʿAjin – Zafon • Kfar Saba – Nordau • Hod haScharon – Sokolow • Raʿanannah – Darom • Raʿanannah – Maʿarav • Herzlia |
| Ultramarine Linie (2) der RI:                                                                          | Strecken (Hauptlinie, West-Negev-Bahn, Sinai-Bahn, J&J-Linie) und Halte |
| Beʾer Scheva – Binjaminah: 24 Halte                                                                    | Beʾer Scheva – Merkaz • Beʾer Scheva – Zafon / Universsitah • Ofaqim • Netivot • Sderot • Aschqelon • Aschdod – ʿAd Halom • Javneh – Mizrach • Rechovot • Beʾer Jaʿaqov • Lod • Lod – Gannei Aviv • Kfar ChaBa"D • Tel Aviv – haHagannah • Tel Aviv – haSchalom • Tel Aviv – Savidor Merkaz • Tel Aviv – Universsitah • Herzlia • Beit Jehoschuʿa • Netanjah – Sappir • Netanjah • Chaderah – Maʿarav • Caesareia–Pardes Channah • Binjaminah                               |
| Hellgrüne Linie (3) der RI                                                                             | Strecken (-Bahn, Schnellbahn Tel Aviv–Jerusalem, Hauptlinie, HBT-Linie) und Halte |
| Modiʿin – Naharijah: 17 Halte                                                                          | Modiʿin – Merkaz • Paʾatei Modiʿin • Flughafen Ben Gurion • Tel Aviv – haHagannah • Tel Aviv – haSchalom • Tel Aviv – Savidor Merkaz • Tel Aviv – Universsitah • ʿAtlit • Haifa – Chof haKarmel • Haifa – Bat Gallim • Haifa – Merkaz haSchmonah • Haifa – Merkasit haMifratz • Haifa – Chutzot haMifratz • Haifa – Qirjat Chajim • Qirjat Motzkin • ʿAkko • Naharijjah |
| Grüne Linie (4) der RI                                                                                 | Strecken (Hauptlinie, J&J-Linie, HBT-Bahn) und Halte |
| Beʾer Scheva – Naharijah: 21 Halte                                                                     | Beʾer Scheva – Merkaz • Beʾer Scheva – Zafon / Universsitah • Lehavim – Rahat • Qirjat Gat • Qirjat Malʾachi – Joʾav • Maskeret Batjah • Ramlah • Lod • Tel Aviv – haHagannah • Tel Aviv – haSchalom • Tel Aviv – Savidor Merkaz • Tel Aviv – Universitah • Haifa – Chof haKarmel • Haifa – Bat Gallim • Haifa – Merkaz haSchmonah • Haifa – Merkasit haMifratz • Haifa – Chutzot haMifratz • Haifa – Qirjat Chajim • Qirjat Motzkin • ʿAkko • Naharijjah                   |
| Orange Linie (5) der RI:                                                                               | Strecken (Hauptlinie, J&J-Linie, HBT-Linie, Karmiʾelbahn) und Halte |
| Beʾer Scheva – Karmiʾel: 18 Halte                                                                      | Beʾer Scheva – Merkaz • Beʾer Scheva – Zafon / Universsitah • Qirjat Gat • Lod • Tel Aviv – haHagannah • Tel Aviv – haSchalom • Tel Aviv – Savidor Merkaz • Tel Aviv – Universitah • Chaderah – Maʿarav • Caesareia–Pardes Channah • Binjaminah • Haifa – Chof haKarmel • Haifa – Bat Gallim • Haifa – Merkaz haSchmonah • Haifa – Merkasit haMifratz • Qirjat Motzkin • Achihud • Karmiʾel                                                                                 |
| Blaue Linie (6) der RI:                                                                                | Strecken (J&J-Linie, Hauptlinie) und Halte |
| Beit Schemesch – Netanjah: 11 Halte                                                                    | Beit Schmemesch • Ramlah • Lod • Lod – Gannei Aviv • Tel Aviv – haHagannah • Tel Aviv – haSchalom • Tel Aviv – Savidor Merkaz • Tel Aviv – Universsitah • Herzlia • Beit Jehoschuʿa • Netanjah |
| Nördliche Nachtlinie der RI                                                                            | Strecken (Schnellbahn Tel Aviv–Jerusalem, Hauptlinie, HBT-Linie) und Halte |
| Flughafen Ben Gurion – Naharijjah: 17 Halte                                                            | Flughafen Ben Gurion • Tel Aviv – haHagannah • Tel Aviv – haSchalom • Tel Aviv – Savidor Merkaz • Tel Aviv – Universitah • Herzlia • Beit Jehoschuʿa • Netanjah • Chaderah – Maʿarav • Caesareia–Pardes Channah • Binjaminah • Haifa – Chof haKarmel • Haifa – Bat Gallim • Haifa – Merkaz haSchmonah • Qirjat Motzkin • ʿAkko • Naharijjah |

- Diverse Busse im Fernverkehr

### Nahverkehr
- Purpurne DanQal-Linie
- Rote DanQal-Linie
- Diverse Busse im Stadtverkehr